# Hepatitis F
La hepatitis F es una patología muy infrecuente, producida por una infección viral, sólo se han documentado casos aislados en la India, Reino Unido, Italia y Francia.
Lo poco que se sabe es que tiene un ADN monocatenario y que en un principio se le catalogó como una variante del virus de la hepatitis B.